# Pye Records
La Pye Records è una casa discografica britannica fondata nel 1953.

## Storia
Trasse origine dalla Pye Company, un'azienda che si occupava della distribuzione e della vendita di radio e televisori. Nel 1953, il gruppo si addentrò nel mondo delle produzioni discografiche acquisendo per intero la Nixa Records ed, in seguito, nel 1955, la Polygon Records.
Il nuovo progetto prese il nome di Pye Nixa Records presto accorciato semplicemente in Pye Records.
Fu negli anni sessanta che l'etichetta conobbe il suo momento di massimo splendore. Grazie alla perizia dei propri talent scout vennero assoldati e lanciati artisti per lo più ancora giovanissimi e sconosciuti al grande pubblico, ma la cui affermazione consentì all'etichetta di consolidarsi ed espandersi con successo anche negli USA. Tra i nomi più importanti di questa fase si ricordano Petula Clark, i Searches, i Kinks, David Bowie e gli Status Quo.
Vennero anche create due etichette sussidiarie, la Pye Golden Guinea Records e la Piccadilly Records.
Ancora buone affermazioni contraddistinsero i primi anni settanta ma, alla fine del decennio, arrivò la crisi ed il marchio Pye venne modificato in PRT Records, prima che i titoli in catalogo venissero acquisiti dalla Castle Communications.
Il marchio Pye venne riattivato solo nel luglio 2006 su iniziativa della Sanctuary Records, quale etichetta rivolta a generi musicali indie ed alternativi.
L'etichetta fu distribuita in Italia dalla RCA Italiana; il direttore artistico fu, per molto tempo, l'autore Giorgio Calabrese. Le emissioni italiane furono spesso di cantanti inglesi che incidevano in italiano (ad esempio alcuni 45 giri di Sandie Shaw o dei Mungo Jerry).

## Artisti
- The Bachelors
- Long John Baldry
- Kenny Ball and His Jazzmen
- Acker Bilk
- Chris Barber's Jazzband
- David Bowie (1965–1966)
- The Brook Brothers (1961-64)
- Brotherhood of Man (1975–1979)
- Max Bygraves
- Petula Clark (1957–1971)
- Clem Curtis
- Joe Dolan
- Lonnie Donegan (1956–1969)
- Donovan (1965–1971)
- Carl Douglas
- Episode Six
- The Flying Machine (1969)
- Emile Ford and the Checkmates
- The Foundations
- Benny Hill (1961–1965)
- The Honeycombs (1964–1966)
- Idlewild (2006)
- The Ivy League (1965–1966)
- Tony Jackson and the Vibrations (1964–1966)
- Jimmy James
- Jimmy James & The Vagabonds
- The Kinks (1964–1971)
- David MacBeth
- Gerald Masters (1977–1980)
- Mungo Jerry (1970–1974)
- Maxine Nightingale
- Des O'Connor
- The Real Thing (1976–1979)
- Joan Regan (1960–1961)
- The Remo Four
- The Searchers (1963–1967)
- Sandie Shaw (1964–1972)
- Labi Siffre (1970–1973)
- Hurricane Smith (1976–1977)
- The Sorrows (1964–1966)
- Status Quo (1968–1971)
- Tommy Steele
- Frankie Vaughan (1973–1978)
- Geno Washington
- Geno Washington & The Ram Jam Band
- Olivia Newton-John